# رفيديات
رَفِيدِيَّات أو فصيلة رافيدييدي (الاسم العلمي: Raphidiidae)، هي فصيلة حشرات مفترسة من رتبة الذباب الأفعواني. أنواعها منتشرة في معظم أقطار البلاد المعتدلة الحرارة.